# Fascina

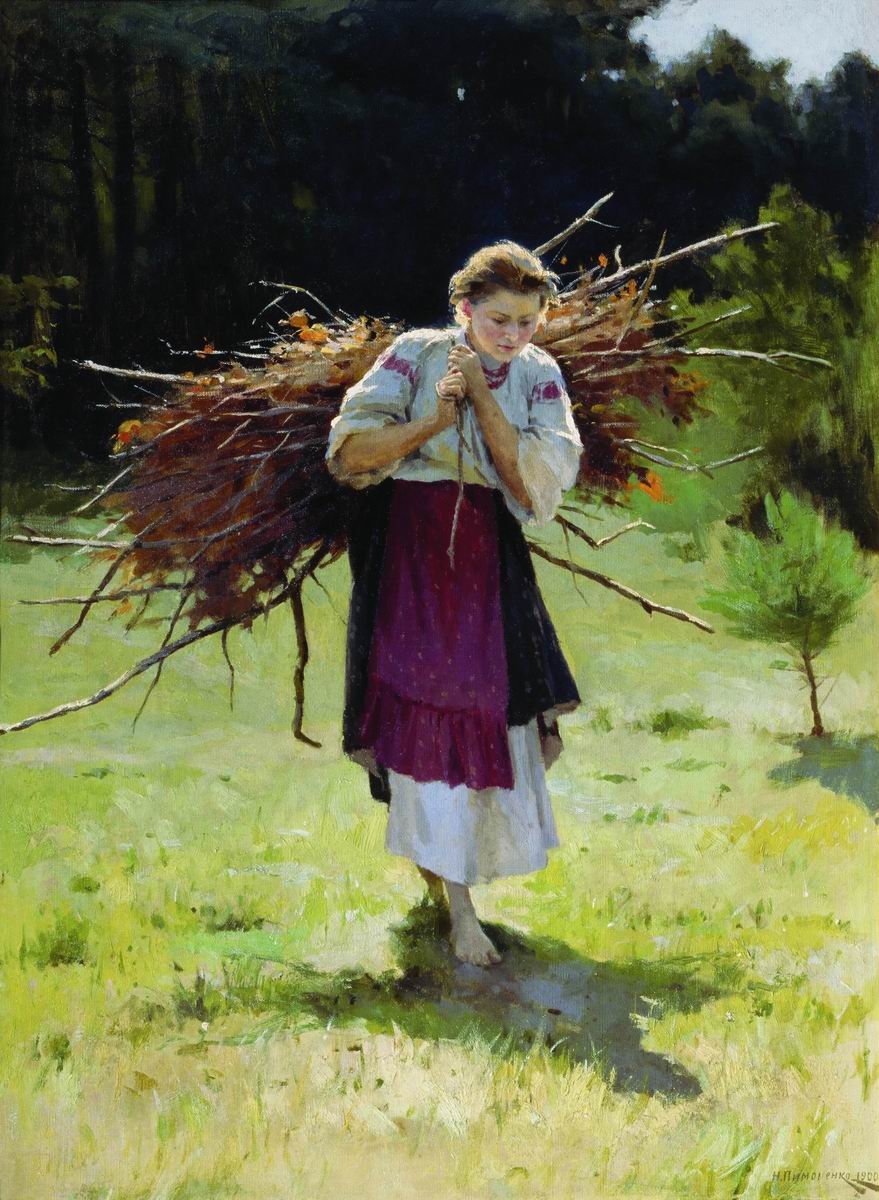
Nikolaj Kornil'evič Pimonenko, Dalla foresta, 1900.

Una fascina è un insieme di rami di legna tenuti tra loro e legati in genere con corde, spaghi o fibre di vimini; composta di legna fresca o secca (se comprendente anche paglia, erba e fieno è detta fastello), ha diversi utilizzi principalmente da fuoco. Può ad esempio essere usata per facilitare l'accensione del focolare o per la regolazione della temperatura del forno a legna.

## Tradizione popolare ed etnobotanica

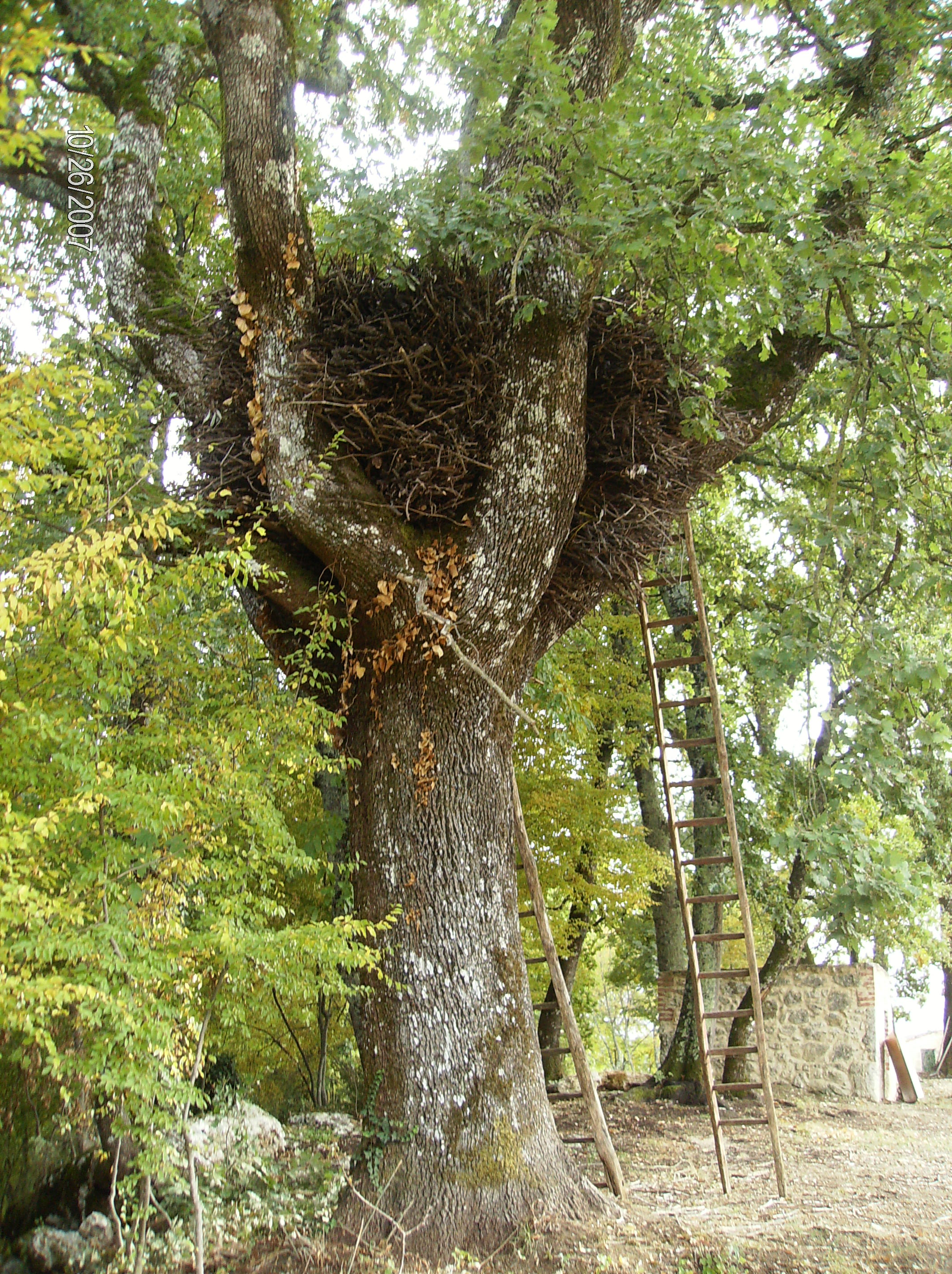
Un fascinaro a San Pietro, una contrada rurale al confine tra i comuni di Casalvieri ed Arpino.

Uno degli utilizzi della fascina era a scopi militari: nel XIX secolo le truppe costruivano i cosiddetti "salsiccioni", fastelli di fascine usati per coprire le "opere di campagna". In quest'uso le fascine avevano una lunghezza di due o tre metri ed una circonferenza fissa di 66 cm.
In alcune zone dell'Italia centrale, per stivare le fascine si utilizza un piccolo ricovero detto fascinaro, in genere ricavato su un albero. Si tratta di un uso presente ad esempio nelle zone della Valle Latina, del Lazio meridionale, o nelle zone della Valle di Comino, sin dagli inizi del XIX secolo.
Per il fascinaro venivano usati alberi di grande ramificazione come la quercia, sui quali le fascine restavano così, sia riparate dalle intemperie, grazie al fogliame, sia dall'umidità del suolo, ma cosa più importante nell'ottica rurale, erano meglio protette dal rischio di sottrazioni indebite. Nelle comunità rurali dell'inizio del Novecento, infatti, non era raro dover patire il furto di piccole quantità di legna, che inevitabilmente portavano alla diminuzione delle scorte di fascine accatastate nei pressi delle abitazioni. Uno dei primi rimedi a questo era appunto il fascinaro.
Tutte le fascine di stagione bruciavano entro l'invernata e di esse restava solo la cenere.